# Hiéroglyphe égyptien D8
Le hiéroglyphe égyptien D8 (œil dans terrain sableux) est classifié dans la section D « Parties du corps humain » de la liste de Gardiner ; il y est noté D8.

## Représentation
Il représente un œil humain (hiéroglyphe D4) à l'intérieur d'une étendue de sable (hiéroglyphe N18).

## Utilisation
| a · nw | D8 |

| a · nw | D8 |

d'où dérive sa fonction en tant que complément phonétique de valeur ˁn
| a · n | D8 |

| a · n | D8 |